# Euphorbia nana
Euphorbia nana es una especie fanerógama perteneciente a la familia de las euforbiáceas. Es endémica de Himalaya hasta la India.

## Descripción
Es una planta suculenta con las inflorescencias en ciatios.

## Taxonomía
Euphorbia nana fue descrita por John Forbes Royle y publicado en Illustrations of the Botany ... of the Himalayan Mountains ... 329. 1836.
Etimología
Euphorbia: nombre genérico que deriva del médico griego del rey Juba II de Mauritania (52 a 50 a. C. - 23), Euphorbus, en su honor – o en alusión a su gran vientre –  ya que usaba médicamente Euphorbia resinifera. En 1753 Carlos Linneo asignó el nombre a todo el género.
nana: epíteto latino que significa "enana".
Sinonimia
- Euphorbia panchganiensis Blatt. & McCann (1930, publicado en 1931).[5][6]